# Текстильные волокна
Текстильные волокна — волокна, использующиеся в текстильной промышленности для изготовления текстильных материалов: ткани, нетканых материалов, трикотажных полотен, ниток, пряжи, а также искусственного меха.

## Связанные термины
- Текстильное волокно (англ. textile fibre) – это протяжённое тело, характеризующееся гибкостью, тониной и пригодное для изготовления нитей и текстильных изделий.
- Элементарное волокно (англ. elementary fibre) – представляет собой одиночное неделимое текстильное волокно (хлопковое, шерстяное волокно).
- Штапельное волокно (англ. staple fibre) – это элементарное волокно ограниченной длины.
- Элементарная текстильная нить (англ. filament) – имеет практически неограниченную длину, рассматриваемую как бесконечная.
- Комплексное волокно (англ. complex fibre) – состоит из продольно соединённых между собой элементарных волокон.

## Натуральные волокна
Волокно используется в природе как животными, так и растениями для удержания тканей (биологических).
К натуральным относят волокна, образующиеся биологическим путём (в организме растения, животного) или в ходе геологических процессов. По происхождению можно разделить на:

### Растительные
Растительное волокно представляет собой в основном целлюлозу, часто с лигнином, например хлопок, пенька, джут, лён, рами, сизаль, кенаф. Растительные волокна используют при производстве ткани для одежды. Древесное волокно в основном идёт на производство бумаги, а также ДВП.

### Животные
Животное волокно представляет собой длинные белковые цепочки. Например шерсть, волосы, натуральный шёлк и т. д.

### Минеральные
Минеральное волокно — асбест. Асбест — единственное залегающее длинное минеральное волокно.
Коротковолоконные минералы галлуазит, аттапульгит (Palygorskite, attapulgite).

## Химические волокна
Химические волокна стоят дешевле натуральных, поэтому используются гораздо шире.

### Искусственные
Искусственные целлюлозные волокна:
- Вискозное (Лиоцелл ·  Модал ·  Сиблон ·  Бамбуковое).
- Ацетатное и триацетатное.
- Полинозное.
- Медно-аммиачное.

Волокна из растворов белковых веществ:
- Казеиновое волокно.
- Соевое волокно.

### Синтетические
Синтетические волокна получаются в результате процессов нефтехимии из полимеров, таких как:
- полиамидный нейлон
- полиэфиры: полиэтилентерефталат (лавсан, полиэстер (PET)), PBT.
- фенолформальдегид (PF)
- поливинилиденфторид PVOH
- поливинилхлорид PVC ПВХ
- полиолефины PP и PE
- акриловые полимеры. Используется как сырье для получения углеволокна в процессе пиролиза без доступа воздуха. Традиционно акриловое волокно используется как замена шерсти.
- арамидное волокно, торговые марки Кевлар, Twaron, Армос, Nomex. Деградирует при высоких температурах не плавясь. Данное волокно прочнее стали на разрыв.
- полиэтилен (PE) — волокно с супердлинными молекулами.
- полиуретановые волокна
- Капрон

### Неорганические
- Стекловолокно — волокно, полученное из специального стекла или кварца.
- Металлическое волокно
- Углеродное волокно